# Serra do Sobradinho
A Serra do Sobradinho é uma das formações montanhosas que compõem a Chapada Diamantina, no estado brasileiro da Bahia. É nela que nascem os dois braços que, juntos, formarão o rio Mucugezinho. Fica no território de municípios como Mucugê e Andaraí, e tem atrações turísticas como a Cachoeira do Sossego ou o Rio Cachoeirão.
A visualização de seu topo sobre a região do Vale do Pati é uma das mais visitadas da zona turística do Parque Nacional.

## Características
A serra tem parte de sua área no Parque Nacional da Chapada Diamantina, próximo ao Vale do Capão. Na sua parte sul possui um relevo plano no cimo, com altitudes que variam de 1 200 a 1 320 metros.
A geologia da serra está na chamada "formação Tombador" com formações que datam de 1,5 milhão de anos, no período pterozoico, caracterizado por arenitos e microcoglomerados bastante desgastados e ruiniformes pela rede de rios entrelaçados. Nela também se encontram lajedos areníticos de topo, na parte sul, onde as rochas apresentam fraturas por onde a água pluvial se infiltra proporcionando a formação de aquíferos. Em alguns pontos é possível ver-se blocos de rocha com desprendimento mais recente (e portanto menos erodidos) do que aqueles que estão no Vale do Pati mais abaixo, desgastados pelo intemperismo.
Na área da serra que fica no parque nacional a vegetação de gerais (na terminologia local) é propícia ao alastramento dos focos de incêndio, e pelos chamados campos rupestres. Devido à ausência de árvores, parte da água que escorre superficialmente evapora rápido, de modo que alguns rios formados ali, como o Cachoeirão, correm apenas nos períodos chuvosos.
Estudos feitos pelo governo estadual colocaram sua área com grande potencial eólico junto a outros seis pontos como Caetité, onde parques já estão instalados, visando assim atrair investidores do setor. Também é ponto propício para a geração de energia fotovoltaica, segundo o Atlas Solar da Bahia lançado em 2018.
Por suas características geológicas, é nascente de vários cursos d'água como o Cachoeirão e outros do lado oposto da serra, onde o fluxo é formado pelas águas que infiltram nas fendas e correm na subsuperfície, de modo que estes riachos fluem de modo efêmero, apenas nas estações chuvosas.

## Turismo
O caminho para o topo da serra se dá principalmente por uma trilha que recebe o nome de moradora do lugar, e ascende por uma grande fenda que permite o acesso ao cimo. Esta fenda, formada pelo fluxo de água, apresenta bastante umidade, capaz de permitir a formação de uma mata com características similares às do sul do país, em razão do clima mais temperado da altitude do lugar.
Os moradores do local são peças importantes pois oferecem pouso e alimentação aos turistas,como ainda impedem que estes degradem o ambiente circundante, além de serem conhecedores da história e características da região.

## Problemas ambientais
O fogo é um dos principais problemas ambientais do Sobradinho. Em 2013 um incêndio de grandes proporções atingiu a serra na área do parque nacional, alastrando-se para outras regiões, levando o então governador Jaques Wagner a solicitar apoio ao governo federal, apesar da força anti-incêndio da área e mais de quinhentos e cinquenta brigadistas voluntários estarem engajados, para fazer frente às chamas que destruíam o lugar. Em 2015 novamente focos de incêndio demandaram o esforço dos responsáveis pelo meio ambiente do governo estadual, e do parque na esfera federal.